# Приднепровская (станция)
Приднепро́вская  — станция в Кардымовском районе Смоленской области России. Входит в состав Тюшинского сельского поселения. Население — 4 жителя (2007 год).
Расположена в центральной части области в 15 км к юго-востоку от Кардымова, в 17 км южнее автодороги Р134 «Старая Смоленская дорога» Смоленск — Дорогобуж — Вязьма — Зубцов. В 0,5 км южнее населённого пункта расположена железнодорожная станция Приднепровская на линии Смоленск — Сухиничи.

## История
В годы Великой Отечественной войны станция была оккупирована гитлеровскими войсками в августе 1941 года, освобождена в сентябре 1943 года.